# 日本海
日本海（）は、西太平洋の縁海で、日本列島、朝鮮半島、沿海州などに囲まれた海である。

## 範囲
ユーラシア大陸と樺太の間の間宮海峡（タタール海峡）、樺太と北海道の間の宗谷海峡でオホーツク海と繋がっており、北海道と本州の間の津軽海峡では太平洋と、九州と対馬の間の対馬海峡東水道、対馬と韓国の間の対馬海峡で東シナ海と繋がっている。

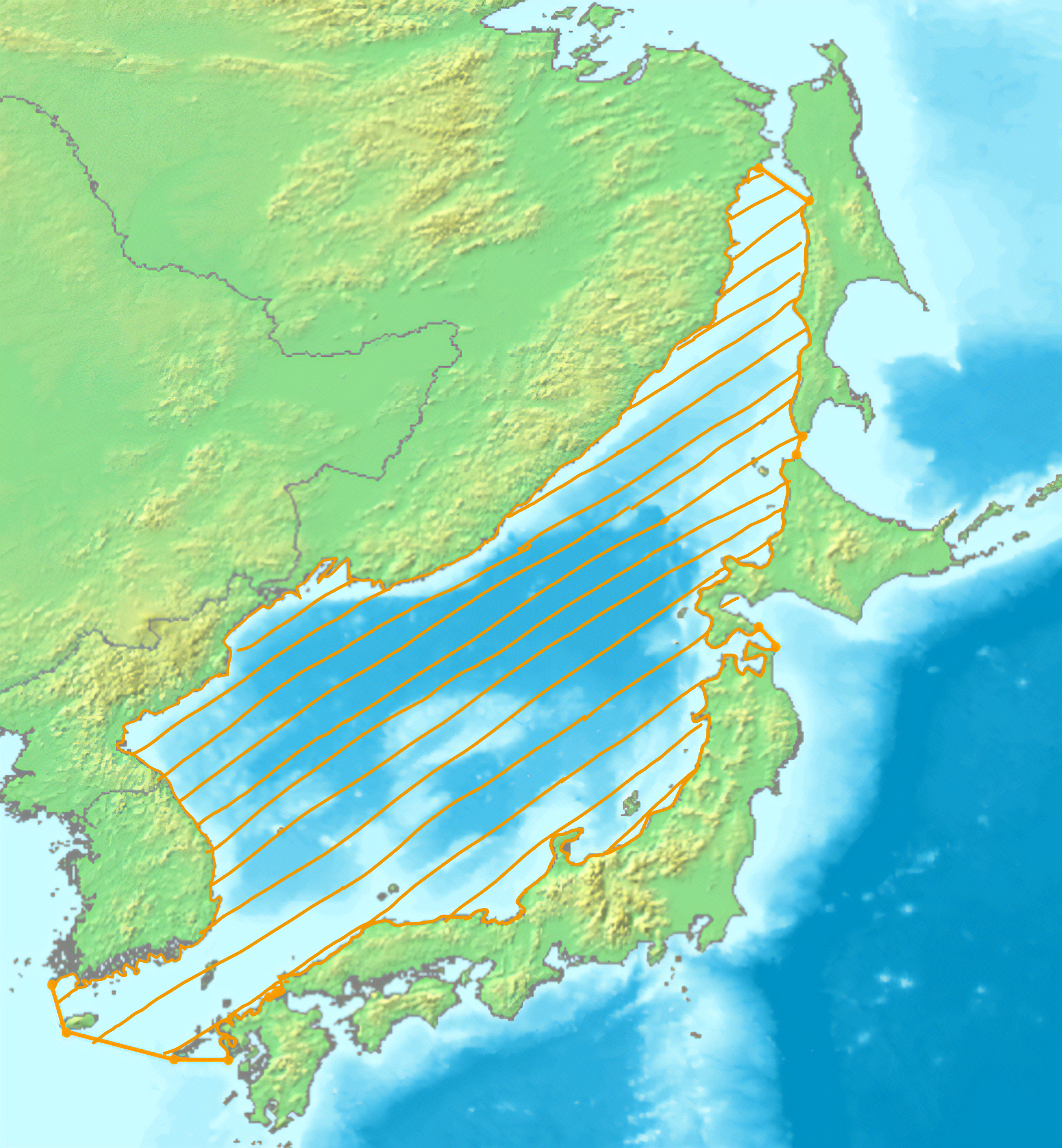
日本海の範囲を示したもの

国際水路機関 (IHO:International Hydrographic Organization) の「大洋と海の境界 (S-23)」による日本海の境界は、北東では外満州のSushcheva岬と樺太西岸のTuik岬とを結ぶ線、樺太南端の西能登呂岬（またはクズネツォワ岬）と北海道北端の宗谷岬（または野寒布岬）とを結ぶ線、道南の恵山岬と青森県の尻屋崎とを結ぶ線、南東では山口県下関市の村崎ノ鼻、六連島、北九州市の八幡岬とを結ぶ線、および南西では長崎県の野母崎、福江島の大瀬埼、韓国済州島最南端のプナム崎、全羅南道の玉島、珍島を結ぶ線で囲まれる海域となっており、南西部では対馬海峡・朝鮮海峡よりも西の五島列島や韓国南部まで含まれている。しかし、一般的には九州北西部、特に長崎県西方や五島列島周辺の海域を「日本海」と呼ぶことは少なく、環境省や気象庁、長崎県などの資料では、これらの海域を日本海に含まず、東シナ海の一部とするなどしている。

## 名称
中国における古称は、鯨海（）であった。
古代の日本では北海と呼んでいた。『日本書紀』の垂仁天皇2年是年条に、朝鮮半島から来た都怒我阿羅斯等が穴戸（長門）を出て海路を迷ったあげく、「北海をまわって出雲国を経て」越の笥飯浦（現在の敦賀）に至ったという話がある。
「日本海」が初めて見えるのは、イタリア出身の宣教師マテオ・リッチが北京で作った「坤輿万国全図」で、1602年に刊行された。日本では1802年（享和2年）に蘭学者山村才助が『訂正増訳采覧異言』で初めて用いた。そしてロシア海軍のクルーゼンシュテルン提督（1770－1846）の著書『世界周航記』が続く。英語ではSea of JapanまたはJapan Sea。ラテン語ではMare Iaponicum（マレ・ヤポーニクム）。フランス語ではmer du Japon、ドイツ語ではJapanisches Meer、ロシア語では Японское море であり、いずれも『日本海』を意味する。
現在、国連および国際的な海図の大半は「日本海」（もしくはその訳語）という表記を使用しており、国際的にこれが一般的である。海図上の名称の基準になっている国際水路機関 (IHO) の「大洋と海の境界 (S-23)」(1953年)においても、Japan Sea の名称を用いている。
太平洋 (Тихий океан) の一部という認識も強く、ウラジオストクにある艦隊の名称やナホトカにあるシベリア鉄道ナホトカ支線のナホトカ航路との接続駅は「太平洋」を名乗っており、「太平洋通り」という名称の通りもある。
朝鮮語において、韓国では東海（동해、トンヘ）、北朝鮮では朝鮮東海（조선동해、チョソントンヘ）との呼称が一般的である。この他、昔は朝鮮海（조선해、チョソンヘ）などとも呼ばれている。韓国は、「日本海」の国際使用は植民地統治の残滓（日帝残滓）であるとして「東海」、「韓国海」、「朝鮮海」等への置き換えもしくは併記を主張している。

## 自然

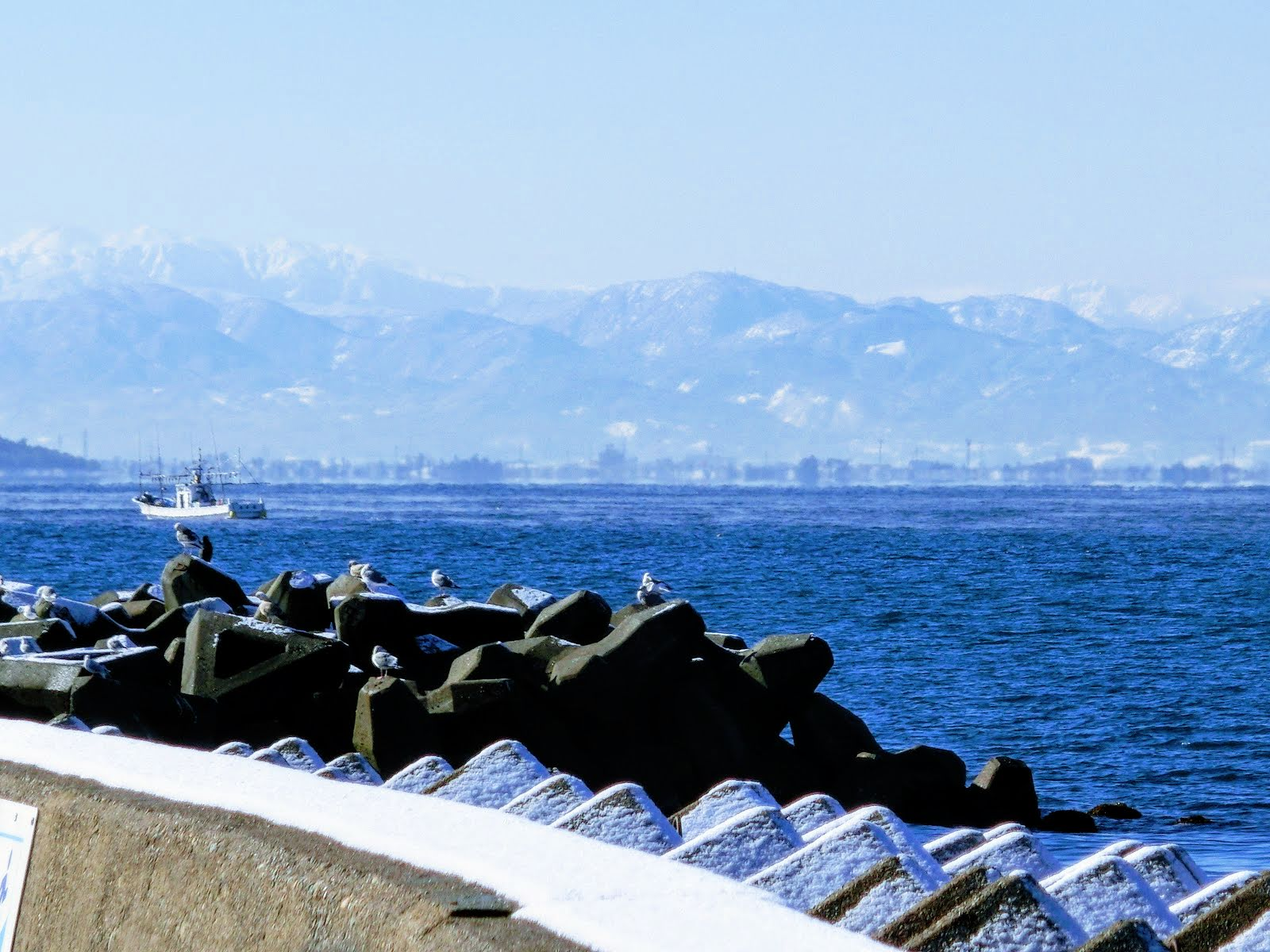
富山県魚津市から臨む富山湾

平均水深は1,752m、最も深い地点で3,742mで、表面積は978,000 km2である。中央の大和堆（水深約400m）を挟んで主に3つの深い海盆があり北に日本海盆（水深およそ3,000m）、南東にやや浅い大和海盆、南西に対馬海盆（ともに水深およそ2500m）と呼ばれている。また、富山湾沖から水深1,000mにも達する富山深海長谷が約750kmにわたって延びている（富山平野や砺波平野はその延長である）。大陸棚が東部沿岸に広がっているが、西部、特に朝鮮半島沿いは非常に狭く、幅は30km程度である。
海峡の水深が浅いため外海との海水の交換は少なく、唯一対馬海峡から対馬海流が流入するのみである。暖流の流入は日本の温暖な気候に影響を与えている。北部には寒流のリマン海流が流れているが、地質調査からかつて親潮が流れていたことが明らかとなった。
深層には太平洋とは全く性質を異にする日本海固有水と呼ばれる、寒冷で溶存酸素に富んだ海水が分布する。
北方と南西海域は豊富な水産資源が得られ、鉱物資源や天然ガス、わずかながら石油そしてメタンハイドレートの存在など経済的にも重要な海域とされる。
日本列島は4000万年前まで大陸の一部であったが、4000万年前頃から2000万年前にかけて大陸から分離し日本海の原型が形成され、その後拡大が進み数百万年前にはほぼ現在の配置になった。対馬海峡はまだユーラシア大陸と陸続きで、対馬海峡が形成されたのは第四紀になってからといわれている。その後氷期間氷期の世界的な海水準の変化によって、水深130m程度の浅い海峡は閉じたり開いたりを繰り返していた。そのため、堆積物の岩相や同位体の構成比、元素濃度は劇的に変化をしている。
樺太から日本列島沿岸に沿って海嶺やマグニチュード7クラスの地震の多発域が帯状に連なっており、これを日本海東縁変動帯と呼ぶ。日本海東縁変動帯では、ネフチェゴルスク地震、北海道南西沖地震、日本海中部地震、庄内沖地震、新潟地震、新潟県中越地震、新潟県中越沖地震などが発生している。

### 生態系と漁業
太平洋より種族数が少なく固有種も乏しいことから、日本海の形成時代はあまり古くないといわれている。カニなどの沿岸性底動物は一般に豊富で、能登半島を境にしてその動物相にやや変化がみられる。太平洋岸に比べ、対馬暖流の影響で南方系種族の北限がはるか北方に延びている。例を挙げると、サザエは日本海側では青森でも漁獲されるのに対し太平洋側では関東以北には現れない。
プランクトンは沿海沖の冷水域および陸棚上に多く、中央部に乏しい。種類は対馬暖流系の暖水種と、リマン寒流系の冷水種に分けられるが、両者の分布は水塊分布ほど明確に区分されず、混在海域が広い。北方系の魚類としては、ニシン、サケ、マス、タラなどがあり、南方系の魚類としてはやや温帯性に属するブリが多いが、乱獲が問題となっている。魚類としてもっと重要なものは温帯性のマダイ、マイワシ、サバ、カレイなどである。これらの分布を太平洋と比較すると、次のような特徴がある。
- 南方系魚類の回遊範囲は太平洋岸より北上し、北方系魚類の境界ははるかに南下している。
- カツオ、マグロが少ないので、日本海中央のサバ延縄漁業以外に遠洋漁業が発達しない。
- 表層水は夏に高温になるが、わずか下層では寒冷となるため、表層でイワシ、サバ、タイなど温暖水魚がとれ、深海や海底ではタチウオ、タラなどの冷水魚が獲れる。

また古来からクジラの回遊経路として知られ、かつて沿岸には多数の捕鯨漁村が存在した。これらのほとんどは捕鯨により激減したため今では稀にしか見られないが、ヒゲクジラでは珍しく大規模な回遊を行わないミンククジラやナガスクジラの個体群も存在する。

## 海の環境破壊

### 海洋汚染
漂着物として、主に韓国、中国など日本海を航行する貨物船や漁船、また朝鮮半島や日本本土から不法投棄されるゴミが海流に乗って、対馬や日本海沿岸に漂着する。その量は膨大で沿岸地方自治体の財政を圧迫するほどである。
さらに、ロシアなどが遺棄していた放射性物質は深海を汚染しているおそれが大きく、カニや深海魚の汚染に不安感がもたれている。特に経済が悪化していた当時のロシアでは太平洋艦隊の古い原子力潜水艦の原子炉を日本海公海上の海溝に投棄していたことが問題とされている。
韓国政府は68年から4年間、約45トンの放射性廃棄物を日本海の鬱陵島(ウルルンド)から南に12海里離れた水深約2200メートル地点に投棄した。
また、冬季の天候の悪化時に起きる海難事故では、ナホトカ号重油流出事故のように大量の重油で沿岸部が汚染される事件が多発している。中国、ロシア、韓国船の中には船内を海水で洗浄した廃油を海に投棄する船が後をたたない。主に冬から春にかけて、航行中の船から材木などが大量に流出し航行に危険をもたらす事件も起こっている。

### 磯焼け
沿岸部の岩礁地帯の植物が死滅して、焼いたサザエの殻のように、水面下の岩に付いた貝等の屍骸で磯全体が広範囲にわたって白く焼けたように見えることから、この呼び名がある。日本海沿岸部全体で観察される現象で、沿岸部での魚の激減、えさの減少から沿岸部で産卵されて育つ人間に有用な魚の稚魚の成長が難しくなることなど、漁業全体への深刻な影響が懸念される。川の水が流入する直近の場所では少ないことから、海水の変化が原因と考えられている。
海水の変化の理由として、有力な説は船底塗料等の中に含まれる環境ホルモンによる海洋汚染、流入する河川の治水による有機物の減少、最新の説には、温暖化による海水の有機物の減少（貧栄養化現象、栄養減化現象）を挙げる説等があるが、原因は不明である。
なお、現代の磯を見慣れている人には「磯焼け」が常態であるのでこの言葉に実感はないが、半世紀前の人々が普通に見た磯（水中）は、岩などが見えないほど海草が生い茂っていたのである。

## 観光

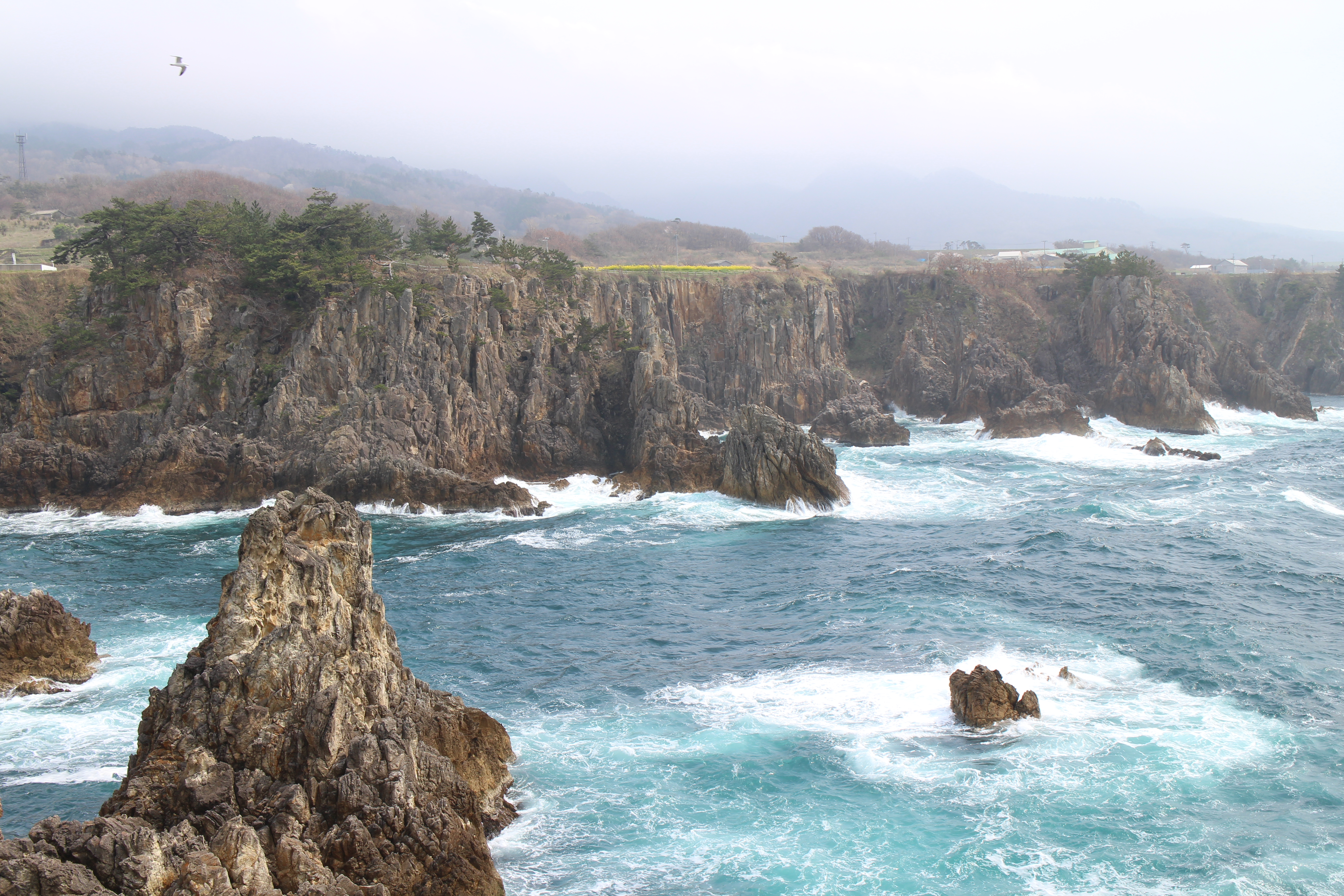
荒波に浸食された岩が連なる尖閣湾（佐渡島）

能登金剛や東尋坊などの荒々しい海の光景や、天橋立、鳥取砂丘、千里浜海岸、丹後の鳴き砂など海と砂の作る不思議な海岸の光景が有名である。ほかにも多くの風光明媚な観光地や天然記念物が散在し、北海道から対馬まで、観光資源としての価値も高い。

### 国立公園
日本海に面した地域を指定した国立公園には利尻礼文サロベツ国立公園、山陰海岸国立公園、大山隠岐国立公園の3公園がある。

### 国定公園
暑寒別天売焼尻国定公園、ニセコ積丹小樽海岸国定公園、津軽国定公園、男鹿国定公園、鳥海国定公園、佐渡弥彦米山国定公園、能登半島国定公園、越前加賀海岸国定公園、若狭湾国定公園、丹後天橋立大江山国定公園、北長門海岸国定公園、玄海国定公園、壱岐対馬国定公園など多くの地が国定公園の指定を受けているが、近時、道路港湾によりその風景は破壊されつつある。

## 航路
多数のフェリー航路が設定されている。
- 新日本海フェリー （舞鶴 - 小樽、敦賀 - 新潟 - 秋田 - 苫小牧、敦賀 - 苫小牧、新潟 - 小樽）
- DBSクルーズフェリー（境港　- 東海　- ウラジオストク）
- 関釜フェリー（下関 - 韓国・釜山）
- JR九州高速船（博多 - 韓国・釜山）
- カメリアライン（博多 - 韓国・釜山）
- ワニノ・ホルムスク鉄道連絡船（ワニノ - ホルムスク）

また、上海から北米への航路は、日本海に入った後津軽海峡を通り抜けるように太平洋へと向かう。この航路を採用する期間は夏季のみ。その理由は台風を避けるため、黒潮など激しい潮の流れを避けるための2つである。

## 隣接する国
|  |  |

- 日本
- 韓国
- 北朝鮮
- ロシア

### 隣接する日本の地方区分
- 北海道
- 東北地方
  -  青森県
  -  秋田県
  -  山形県
- 北陸地方
  -  新潟県
  -  富山県
  -  石川県
  -  福井県
- 近畿地方
  -  京都府（丹後）
  -  兵庫県（但馬）
- 中国地方
  -  鳥取県
  -  島根県
  -  山口県
- 九州地方
  -  福岡県（福岡地方・北九州地方）
  -  佐賀県（唐津市周辺）
  -  長崎県（壱岐・対馬）

### 隣接する大韓民国の地方区分
- 江原特別自治道
- 慶尚北道
- 蔚山広域市

### 隣接する朝鮮民主主義人民共和国の地方区分
- 羅先特別市
- 咸鏡北道
- 咸鏡南道
- 江原道

### 隣接するロシア連邦の地方区分
- 極東連邦管区
  - 沿海地方
  - ハバロフスク地方
  - サハリン州

### 領土問題
南西部にある竹島について日韓で領土問題が起きている。

## 日本海を冠した企業など
- 日本海信販株式会社（現：株式会社エヌケーシー）
- 株式会社新日本海新聞社（鳥取県の新聞社。日本海新聞と大阪日日新聞を発行する株式会社）
- 株式会社日本海ケーブルネットワーク（鳥取県のケーブルテレビ放送事業者）
- 日本海テレビジョン放送株式会社（略称NKT。鳥取市に本社を置き、鳥取県と島根県を放送対象地域とする日本テレビ系列のテレビ局）
- 日本海味噌醤油株式会社（富山県に本社を置く味噌・醤油の醸造業。キダ・タロー作曲のCMソングで有名）
- 日本海ガス（富山県を中心とした都市ガス・LPガス業者）
- 新日本海フェリー（大阪市に本社を置く、舞鶴・敦賀・新潟・秋田と小樽・苫小牧東を結ぶフェリー会社）
- 日本海オセアンリーグ：プロ野球独立リーグ・ベイサイドリーグの2022年度の名称
- 日本海リーグ：プロ野球独立リーグ（日本海オセアンリーグとは別リーグ）
- 海洋エネルギー資源開発促進日本海連合：日本海の海底資源を共同調査するための自治体の広域連合。日本海側12府県で構成される。